# Markus Emanuel Zaja
Markus Emanuel Zaja (* 24. Januar 1964 in Lüneburg) ist ein deutscher Musiker.

## Leben und Werk
Markus Emanuel Zaja wurde 1964 als fünftes Kind aus oberschlesisch-galizischer und polnischer Abstammung in Lüneburg/Niedersachsen geboren. Nach jugendtypischem Flöten-, Klavier-, Orgel- und Saxophonunterricht studierte er bis 1989 an der Universität Göttingen Musikwissenschaft, Geschichte und Soziologie. 1990 war er Preisträger beim Internationalen Jazzworkshop in Trier bei Lauren Newton. Er belegte Workshops u. a. bei Wolfgang Engstfeld, Wollie Kaiser und Joachim Ullrich. 1991 erfolgte die Übersiedelung in die Ruhrmetropole, wo er zunächst in  Essen, seit 2014 in Mülheim an der Ruhr als freischaffender Musiker tätig ist. Es folgten Studien im Fach Kammermusik bei Theo Jörgensmann an der Universität Duisburg sowie Klarinettenstudien bei Theo Jörgensmann und Perry Robinson (New Jersey). Im Jahr 1993 erhielt er ein erstes Stipendium der Stadt Essen, „Künstlerwohnung Schloß Borbeck“. 1993 begann er eine rege Konzerttätigkeit, auch als Veranstalter des Essener Festivals „Quadratur des Kreises“ 1996 in der Zeche Zollverein. 1995 wurde sein Stipendium der Stadt Essen „Künstlerwohnung Schloß Borbeck“ verlängert. Er trat beim Jazzfestival Leipzig mit dem Vokalquartett „Timbre“ auf und verfertigte seine Skulpturenserie Die Platonischen Körper in der Kölner Galerie Schüppenhauer. Dazu entstand eine Komposition für Sopraninosaxophon. 1996 war er zum „Internationaal Orgelimprovisatie Concours“ in Haarlem/Niederlande eingeladen. Ein Jahr später hatte er die künstlerische Leitung der „Katernberger Orgeltage“ im Kunstschacht Zollverein inne. Im Jahr 2000 spielte er beim Bachfest Leipzig mit dem Vokalquartett „Timbre“ an der neuen Woehl-Orgel der Thomaskirche. Es folgten zahlreiche Konzerte in Galerien, Kirchen und Domen des „Alten Europa“. Von 2007 bis 2012 war er Lehrbeauftragter für das Fach Saxophon an der Folkwang Universität der Künste in Essen. Mit dem Akkordeonisten Ralf Kaupenjohann (Duo kẑrme) Konzert- und Forschungsreise nach Wien 2016 (u. a. Werkbuchcafé) und Konzertreise nach Lublin im Mai 2017. Dort Tonaufnahmen in der Synagoge Jeschiwa Chachmei und dem Staatsmuseum Majdanek. 2022 beteiligte er sich am Schreibwettbewerb „L’Chaim: Schreib zum jüdischen Leben in Deutschland!“ und wurde mit seinem Text „Der Pianist aus dem Hochhaus“ 4. Preisträger.

## Lehrtätigkeit
- 2007–2012: Lehrauftrag Saxophon an der Folkwang Universität der Künste
- 2008–2012: Lehrauftrag an der Bischöflichen Kirchenmusikschule Essen
- Vorträge und Seminare für diverse Bildungswerke und den DGB

## Konzertprogramme
- „Das Licht nennt sich Schatten …“ mit der Choralschola der Bischöflichen Kirchenmusikschule Essen
- Interreligiöses Projekt „Klangwelten“ der Rochuskirche Köln für die EXPO 2000; nach Aufführungen u. a. im Hohen Dom zu Trier zuletzt realisiert im Gasometer Oberhausen und beim Kölner Brückenfestival im Mai 2016
- 2010: Solokonzert im Dom zu Speyer, dem größten romanischen Dom der Welt
- 2011: Subsonisches Solo für Altsaxophon im Situativen Brachlandmuseum, Bochum
- 2012: Trinkhallen Tour Ruhr 2.0 (zahlreiche Konzerte mit drei improvisierenden Bassklarinetten in den Kiosken des Ruhrgebiets)
- 2013: Trinkhallen Tour Ruhr 3.0
- 2014: Trinkhallen Tour Ruhr 4.0
- 2015: Trinkhallen Tour Ruhr 5.0
- 2015/2016 Musik für Sopransaxophon Solo und Bassklarinette mit Domorganist Ulrich Brüggemann und Tenor Ulrich Cordes im Hohen Dom zu Köln
- 2017 „Die Sieben Pforten“ – Projekt mit der Formation shtetl über den 118. Psalm mit Daniel Krochmalnik

## Tonträger
- 1994 TRIO STRUZ: „Hommage à Jiří Kolář“ mit Marianne Steffen-Wittek (Perc.), Klaus Runze Klangskulpturen, Markus Zaja (Sopranino-Saxophon/Sopransaxophon)
- 1996 „Remains of an Absent Heart“ Orgelsymphonie in 16 Teilen zum gleichnamigen Werk von Helmut Löhr, (Multiple, Auflage 25 Stck., nicht mehr im Handel)
- 1998 „Ich bin da – Meditationen für Saxophon Solo zum Ökumenischen Kreuzweg der Jugend 1998“; jhd 56676
- 2000 „klangwelten“, CD zum Programm auf der Expo 2000
- „Das Licht nennt sich Schatten des lebendigen Lichtes. Sieben Betrachtungen für Sopransaxophon vom Markus Zaja im Dialog mit Gesängen des Gregorianischen Chorals“; BKMS Essen
- 2008 „Symphony of corresponding hearts“ nach Collagen von Helmut Löhr an der Silbermann-Orgel von Schloß Burgk, Burgk (Multiple, Auflage 20 Stck., nicht mehr im Handel)
- 2001 „Somewhere“ mit Thomas Horstmann (Git., Synth.) und Markus Zaja (Sax.)
- 2015 kẑrme: „6032 32513“ mit Ralf Kaupenjohann (Akk.) und Markus Emanuel Zaja (Klar.)
- 2017 „akkordeonherbst 2016“; CD-Sampler der gleichnamigen Konzertreihe. Darauf drei Moritaten mit Ralf Kaupenjohann (Akk.), Markus Emanuel Zaja (Klar.) und Norbert Zajac (Stimme)
- 2019 kẑrme: „pierogi, schabbes und das schwarze gold“ mit Ralf Kaupenjohann (Akk.), Markus Emanuel Zaja (Klar.) und Norbert Zajac (Stimme)
- 2020 ensemble shtetl/dominik gerhard: „essen | berlin | jaffa - der komponist hans samuel (1901–1976)“ mit ensemble shtetl: Kantor Aron Proujansky (Tenor), Janin Roeder (Stimme), Maria Jarojava (Fl.), Markus Emanuel Zaja (Bass-/Bb-Klar.), Ralf Kaupenjohann (Akk.), Christoph Lahme (Harm.) und Nils Imhorst (Kb.); Dominik Gerhard (Orgel)
- 2022 kẑrme: „feiga&george. das verschwinden der jüdischen familie zając in wien“ mit Ralf Kaupenjohann (Akk.) und Markus Emanuel Zaja (Klar.), als Gäste: Johannes Groysbeck (Groysophon), Adriana Kocijan (Stimme), Titus Vadon (Perc.) Augemus Musikverlag

## Veröffentlichungen
- 2012 erster Lyrikband „Dove Sei“
- 2013 zweiter Lyrikband „Amato Bene“
- 2022 „Der Pianist aus dem Hochhaus“ in: Initiative kulturelle Integration (Hrsg.): „L’Chaim: Schreib zum jüdischen Leben in Deutschland!“
- 2022 (mit Ralf Kaupenjohann): „feiga&george. das verschwinden der jüdischen familie zając in wien“ Augemus Musikverlag

## Auszeichnungen
- 2019 Nikolaus-Groß-Medaille der Mülheimer Stadtkirche
- 2022 Preisträger im Schreibwettbewerb „L’Chaim: Schreib zum jüdischen Leben in Deutschland!“ der Staatsministerin für Kultur und Medien, des Beauftragten der Bundesregierung für jüdisches Leben in Deutschland und den Kampf gegen Antisemitismus, des Zentralrats der Juden in Deutschland und der Initiative kulturelle Integration